# Colbún (Chile)
Colbún ist eine Stadt und Gemeinde in der Provinz Linares in der Región del Maule in Chile. Bei der Volkszählung im Jahr 2017 hatte sie 20.765 Einwohner. Die Gemeinde erstreckt sich über eine Fläche von 2899,9 km².

## Geschichte
Die Gebiete, die heute die Gemeinde Colbún bilden (damals die Unterabteilungen Colbún, Panimávida und Putagán), wurden durch das Dekret zur Schaffung von Gemeinden von 1891 der neu gegründeten Gemeinde Yerbas Buenas zugeordnet. Die Bewohner der Region stellten jedoch fest, dass dieses Gebiet sehr weit vom Gemeindesitz entfernt war – in einer Zeit schlechter Straßenverhältnisse und mangelhafter Kommunikation.
Im Jahr 1902 machten eine Gruppe von Anwohnern unter der Leitung von Estanislao Astete der Regierung die Situation der östlichen Gebiete der Gemeinde deutlich und die Notwendigkeit, in diesem Bereich eine neue Gemeinde zu schaffen. Diese Forderung führte schließlich 1904 zur Gründung der sogenannten Gemeinde Panimávida, die die drei zuvor genannten Unterabteilungen umfasste. Man wählte den gleichnamigen Ort als Sitz, da sich dort ein bedeutendes Thermalzentrum befand.
Mit den Jahren zeigte sich jedoch, dass Panimávida als Sitz wenig geeignet war, da es sich um ein Gebiet handelte, das nur in der Sommerzeit bevölkert war, während der Großteil der Bevölkerung im Raum Colbún konzentriert war. Aus diesem Grund wurde der Gemeindesitz im Jahr 1923 nach Colbún verlegt.

## Bevölkerung
Laut der Volkszählung des Nationalen Statistikinstituts von 2002 hatte Colbún 17.619 Einwohner (8943 Männer und 8676 Frauen). Davon lebten 5152 (29,2 %) in städtischen Gebieten und 12.467 (70,8 %) auf dem Land. Die Bevölkerung wuchs zwischen den Volkszählungen 1992 und 2002 um 3,9 % (669 Personen). Im Jahr 2017 zählte man 20.765 Personen.

## Öffentliche Dienste
Im Bereich der öffentlichen Ordnung und der Sicherheit der Bürger verfügt die Gemeinde über eine Dienststelle der chilenischen Polizei. Im Bereich der öffentlichen Gesundheit ist das CESFAM Colbún das wichtigste primäre Gesundheitszentrum der Gemeinde für menschliche Patienten. Im Dezember 2018 wurde zudem die erste kommunale tierärztliche Ambulanz eröffnet.